# Marius Berbecar
Marius Daniel Berbecar (Bistrița, 22 maggio 1985) è un ginnasta rumeno.

## Palmarès

### Europei
- 2 medaglie:
  - 1 argento (Montpellier 2015 nelle parallele simmetriche)
  - 1 bronzo (Montepellier 2015 a squadre)

### Giochi europei
- 1 medaglia:
  - 1 bronzo (Baku 2015 nelle parallele simmetriche)

### Universiadi
- 2 medaglie:
  - 1 argento (Shenzhen 2011 nelle parallele simmetriche)
  - 1 bronzo (Shenzhen 2011 a squadre)